# Peteravenia
Peteravenia, rod glavočika iz podtribusa Critoniinae, dio tribusa Eupatorieae.

## Opis
Peteravenia je mali rod iz Meksika i Srednje Amerike, koji se sastoji od snažnih višegodišnjih biljaka ili grmova. Ima 5-rebraste cipsele s papusom od čekinja i stoga bi bio uključen u tradicionalni široki okvir konopljuše, ali se razlikuje po tome što ima gole stilove i glave s brojnim cvjetovima (18-75), kao i preklapajuće omotače old brakteja. Rod se odlikuje šarenim (bijelim ili crvenkastim) listovima, srcolikim i peteljkinim listovima i distalno proširenim čekinjama papusa. Čini se da je osnovni broj kromosoma za rod x=10, što je u skladu s molekularnim podacima koji njegovu vrstu svrstavaju među druge vrste koje imaju ovaj osnovni broj.

## Vrste
1. Peteravenia cyrili-nelsonii (Ant.Molina) R.M.King & H.Rob.
2. Peteravenia grisea (J.M.Coult.) R.M.King & H.Rob.
3. Peteravenia malvifolia (DC.) R.M.King & H.Rob.
4. Peteravenia phoenicolepis (B.L.Rob.) R.M.King & H.Rob.
5. Peteravenia schultzii (Schnittsp.) R.M.King & H.Rob.

## Sinonimi
Nema.